# 博斯 (密蘇里州)
博斯（英語：Boss）是位於美國密蘇里州登特縣的非建制地區。

## 歷史
博斯的郵局自1901年營運至今。

## 地理
博斯所處的海拔為高於海平面342米（即1122英呎），而該地所採用的時區為UTC-6，即北美中部時區（CST）。同時該地設有夏令時間，為UTC-6調快一小時，即UTC-5（CDT）。